# Шевченко, Анна Витальевна
Анна Витальевна Шевченко (род. 4 августа 1993) — казахстанская лыжница.

## Карьера
В лыжную секцию пришла в десятилетнем возрасте. В 2013 году выполнила нормативы мастера спорта. Тренер — Александр Курсаков. Выступает за Павлодарскую область.
Участница трёх юниорских и двух молодёжных чемпионатов мира.
На этапах FIS выиграла два «золота»: в Кантиолахти (30.11.2014, 5 км классическим стилем) и в Алма-Ате (24.12.2016, гонка преследования); а также два «серебра» и «бронзу».
Участвуя в чемпионате Белоруссии 2013 года завоевала бронзу в спринте.
На чемпионате Казахстана 2014 года завоевала золото в гонке преследования на 5 км и бронзу — в масс-старте.
На чемпионате мира 2013 года была 36-й на дистанции 30 км классическим стилем, 59-й в скиатлоне, 65-й в спринте. В эстафете казахстанки заняли 15-е место.
Участвовала в чемпионате мира 2015 года, где была 41-й в масс-старте, 47-й в спринте и 46-й в скиатлоне.

### Кубок мира
В Кубке мира дебютировала в сезона 2012/13 года. 25 ноября 2012 года в шведском Элливаре участвовала в эстафете, казахстанская четвёрка оказалась 18-й.
Следующее участие в Кубке мира состоялось только в сезоне 2016/17 года. В конце ноября 2016 года на этапе в финской Руке была 68-й в спринте, 48-й — в гонке преследования и 40-й — в гонке на 10 км классическим ходом. В начале декабря в норвежском Лиллехаммере была 44-й на дистанции 5 км вольным стилем и 69-й — в спринте. 10 декабря в швейцарском Давосе была 43-й в гонке на 15 км классическим ходом, а на следующей день — 60-й в спринте. 17 декабря во французском городке Ла-Крюза Анна стала 32-й в масс-старте, а 18 декабря в эстафете 4х5 км казахстанские лыжницы замкнули десятку.

### Универсиада
На Универсиаде 2017 года в Алма-Ате Анна завоевала сразу пять медалей: золотую в смешанных соревнованиях (командный спринт свободным стилем), серебро в эстафете 3х5км и три индивидуальные бронзы: на дистанции 5 км вольным классическим стилем, в гонке преследования на 10 км свободным стилем и в масс-старте на 15 км классическим стилем. 
За успешное выступление на Универсиаде аким (губернатор) Павлодарской области Булат Бакауов вручил молодой лыжнице ключи от двухкомнатной квартиры .

## Образование
Окончила Инновационный Евразийский университет (специальность — «Физическая культура и спорт»). В 2016 году поступила в магистратуру Академии спорта Республики Казахстан.